# 鉱山祭
鉱山祭（こうざんまつり）は、新潟県佐渡市相川地区で7月に行われる祭りである。

## 概要
鉱山祭は新潟県佐渡市相川地区下山之神町に所在する、佐渡相川金銀山の総鎮守である大山祇神社の祭礼である。現在は7月の後半の土日に行われている。江戸時代は現在と違い、大山祇神社で月次の神事が行われ、佐渡奉行所の役人である広間役や佐渡金山の山師などが列席した。また、境内には能舞台があり、能も開催されていた。
明治維新後の明治20年、久しく途絶えていた鉱山祭は鉱山局長として赴任した大島高任により復活された。祭典はドイツのフライベルグ鉱山に習ったといわれ、灯籠や山車を作って賑やかな祭礼を行った。また、江戸時代に佐渡金銀山の穿子が唄った「やわらぎ（別名：蓬莱）」の神事芸能もこの時復活され、現在も奉納されている。
明治27年からは7月13〜15日の日程となったが、梅雨時と重なるなどの理由から、昭和37年からは7月25〜27日に日程が変更された。その後、平成19年に7月後半の土日に変更され、現在に至る。
平成12年から平成14年まで名称を「金山祭」としていたが、地元から異論が相次ぎ、平成15年に「鉱山祭」に戻したという経緯がある。
佐渡の夏祭りでは最も早く花火が上がる。両津の川開き祭り、小木の小木港祭りと共に佐渡の三大夏祭りと称されている。

## 鉱山祭の催し物

### やわらぎ神事
やわらぎは佐渡金銀山で働く穿子たちが唄った唄で、「蓬莱」「金堀唄」とも呼ばれている。やわらぎは、「親方」1名と「子方」数名により行われる。親方は、かますで作った烏帽子や裃を着て、鼻切面をつける。裃には三菱の紋、袴の部分には鉱山の神の使いとされるムカデの絵が描かれる。子方はザルを被り、同じく鼻切面をつける。子方の一人が叩く樽の拍子に合わせて親方が唄を唄うと、子方がそれに合わせて合わせて唄う。

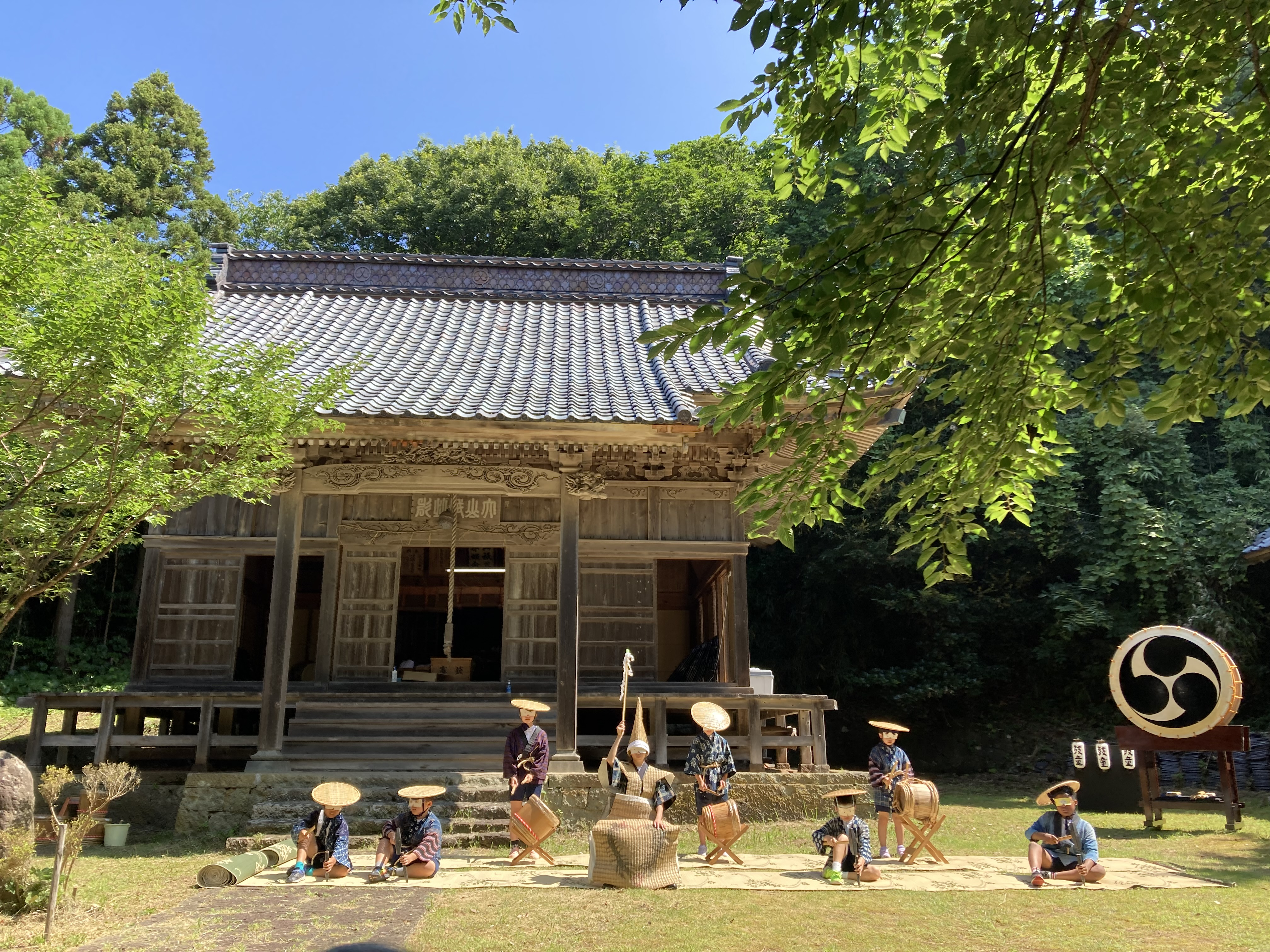
大山祇神社に奉納されるやわらぎのようす。令和5年7月29日撮影。

明治時代に鉱山祭が大島高任により復興されて以後、やわらぎは現在の相川郷土博物館にあたる鉱山正門事務所前において行われるようになった。昭和十年代に戦争により行われなくなって以来途絶えていたが、昭和50年に鉱山や町が復活に乗り出し、かつて鉱山で勤務していた人を招いて復活され、高任神社において奉納された。
この儀式は現在、大山祇神社において、鉱山祭初日の午前中の神事式の後に奉納されることになっている。現在観光施設を運営する（株）ゴールデン佐渡の社員が演じる時もあれば、佐渡市立相川小学校の児童生徒が演じる時もある。

### 恩賜金記念式典
佐渡鉱山は維新後皇室の財産となっていたが、明治29年11月から三菱財合資会社に払い下げられ、宮内省から7万円の下賜金が交付された。鉱山祭初日の午前中、恩賜金記念式典が行われている。

### 子どもみこし・鼓笛隊パレード
鉱山祭初日は相川保育園・幼稚園の園児による子どもみこしがある。同日、相川小学校の生徒による鼓笛隊パレードも行われる。かつては金泉小学校の生徒も参加していた。

### おけさ流し
おけさ流しは、地域団体や職場、同好会などのグループが佐渡おけさを唄いながら町を練り歩くもの。花笠、浴衣にお腰をつけ、襷をかけて、紙で作った花をつけた番傘を持ち、相川の町を跳ね歩く。北は水金町から南は御番所橋まで三味線・笛・太鼓の鳴り物に合わせて佐渡おけさを唄い流す。灯籠や屋台を曳く団体も存在する。

### 花火大会
最終日の夜は相川の南にある春日崎から花火が打ち上げられる。かつては台船を用いて相川湾上から花火を打ち上げていた。